# Сотенне
Сотенне (в минулому — слобода Лащинівка (Середня Сотня, Лашинівка), слобода Богданівка (Нижня сотня, Нижня Богданівка), їх в 1930-31 об'єднали в один населений пункт — Червоний Жовтень, який у 2016 був перейменований в Сотенне) — село в Україні, у Нижньотеплівській сільській громаді Щастинського району Луганської області. Населення (2001) становить 1103 осіб.

## Географія
У межах села Сотенне Балка Довга впадає у річку Ковсуг.

## Історія
У 1932–1933 роках Червоножовтнева сільська рада постраждала від Голодомору. За свідченнями очевидців кількість померлих склала щонайменше 72 особи, імена яких встановлено.
6 лютого 2015 року загинув у бою біля села сержант 30-ї бригади Михайло Печунка. 9 травня 2015-го загинув у бою з терористами старший солдат 53-ї бригади Володимир Луцишин — прикривав відхід побратимів, врятував життя 11 вояків, сам загинув від кулі снайпера.

## Населення
За даними перепису 2001 року населення села становило 1103 особи, з них 12,87 % зазначили рідною мову українську, а 87,13 % — російську.

### Динаміка
|                  | 1764-1774 | 1804 | 1864 | 1885 | 1904 | 1914 | 1925 | 1933 | 1942 | 1976 | 2001 |
| ---------------- | --------- | ---- | ---- | ---- | ---- | ---- | ---- | ---- | ---- | ---- | ---- |
| Лашинівка        | ≈500      | 495  | 1027 | 1272 |      | 1814 | 1952 |      |      |      |      |
| Нижня Богданівка | ≈500      | 833  | 1330 | 1188 |      | 2347 | 1613 |      |      |      |      |
| Разом            | ≈1000     | 1328 | 2357 | 2460 | 4101 | 4161 | 3565 | 3154 | 1220 | 1140 | 1103 |

Примітки до таблиці: в 1930 села об'єднані в с. Червоний Жовтень; в 1942 році перепис проводила німецька окупаційна влада.